# NGC 2202
NGC 2202是一个位于獵戶座的疏散星团，1825年由德-俄天文学家瓦西里·雅可夫列维奇·斯特鲁维发现。 